# Шекспир, Уильям
Уи́льям Шекспи́р (англ. William Shakespeare, английское произношение: [ˌwɪljəm ˈʃeɪkspɪə(r)]; 26 апреля 1564 года (крещение), Стратфорд-апон-Эйвон, Англия — 23 апреля (3 мая) 1616, там же) — английский поэт и драматург, зачастую считается величайшим англоязычным писателем и одним из лучших драматургов мира. Часто именуется национальным поэтом Англии.
Дошедшие до нас работы, включая некоторые, написанные совместно с другими авторами, состоят из 38 пьес, 154 сонетов, 4 поэм и 3 эпитафий. Пьесы Шекспира переведены на все основные языки и ставятся чаще, чем произведения других драматургов.
Шекспир родился и вырос в городе Стратфорд-апон-Эйвоне. В 18 лет он женился на Энн Хатауэй, в браке с которой имел трёх детей: дочь Сюзанну и двойняшек Хемнета и Джудит. Карьера Шекспира началась между 1585 и 1592 годами, когда он переехал в Лондон. Вскоре он стал успешным актёром, драматургом, а также совладельцем театральной компании под названием «Слуги лорда-камергера», позже известной как «Слуги короля». Около 1613 года, в возрасте 48 лет он вернулся в Стратфорд, где умер тремя годами позже. Сохранилось мало исторических свидетельств о жизни Шекспира, и теории о его жизни создаются на основе официальных документов и свидетельств современников, поэтому в научном сообществе до сих пор обсуждаются вопросы относительно его внешности и религиозных воззрений, а также существует точка зрения, что приписываемые ему работы созданы другим человеком; она популярна в культуре, хотя и отвергается подавляющим большинством учёных-шекспироведов.
Большинство работ Шекспира написано в период с 1589 по 1613 год. Его ранние пьесы в основном относятся к комедиям и хроникам, в которых Шекспир значительно преуспел. Затем в его творчестве настал период трагедий, включающих произведения «Гамлет», «Король Лир», «Отелло» и «Макбет», которые считаются одними из лучших на английском языке. В конце своего творчества Шекспир написал несколько трагикомедий, а также сотрудничал с другими писателями.
Многие пьесы Шекспира издавались ещё при его жизни, разного качества и точности. В 1623 году два друга Шекспира, Джон Хеминг и Генри Конделл, опубликовали Первое фолио, собрание всех, кроме двух, пьес Шекспира, в настоящее время включаемых в канон. Том был предварён стихотворением Бена Джонсона, в котором Джонсон провидчески приветствовал Шекспира в ныне известной цитате как «не века, но на все времена». Позже Шекспиру различными исследователями было с различной степенью доказательности атрибутировано ещё несколько пьес (или их фрагменты).
Уже при жизни Шекспир получал похвальные отзывы о своих работах, но по-настоящему он стал популярен только в XIX веке. В частности, представители романтизма и викторианцы так преклонялись перед Шекспиром, что Бернард Шоу назвал это «bardolatry», что в переводе с английского означает «бардопоклонство». Произведения Шекспира остаются популярными и в наши дни, они постоянно изучаются и переосмысливаются в соответствии с политическими и культурными условиями.

## Биография

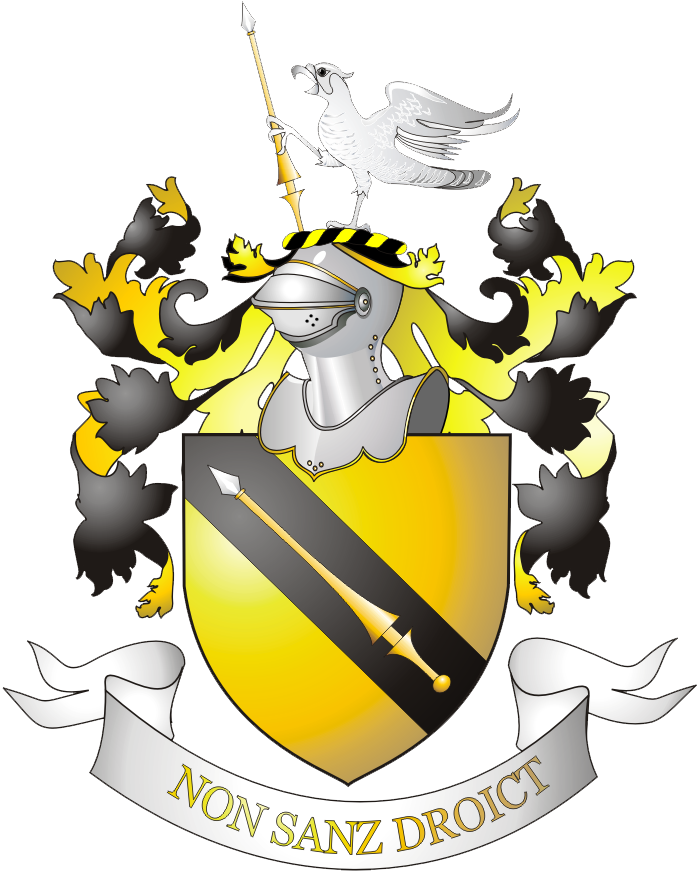
Герб с девизом рода Шекспиров Non Sanz Droict — «Не без права»

### Ранние годы
Уильям Шекспир родился в городе Стратфорд-апон-Эйвоне (графство Уорикшир) в 1564 году, крещён 26 апреля, точная дата рождения неизвестна. Предание относит его появление на свет к 23 апреля: эта дата совпадает с точно известным днём его смерти. Кроме того, 23 апреля отмечается день святого Георгия, покровителя Англии, и к этому дню предание могло специально приурочить рождение величайшего национального поэта. С английского языка фамилия «Шекспир» переводится как «потрясающий копьём».
Его отец, Джон Шекспир (1530—1601), сын земледельца Ричарда Шекспира, был состоятельным ремесленником (перчаточником), часто избирался на различные значимые общественные должности. В 1565 году Джон Шекспир был олдерменом, а в 1568 году — бальи (главой городского совета). Он не посещал церковных богослужений, за что платил большие денежные штрафы (возможно, что он был тайным католиком).
Мать Шекспира, урождённая Мэри Арден (1537—1608), принадлежала к одной из старейших саксонских семей. Всего у четы было 8 детей, Уильям родился третьим.
Считается, что Шекспир учился в стратфордской «грамматической школе» (англ. grammar school), где должен был получить хорошие знания по латыни: стратфордский учитель латинского языка и словесности писал стихи на латыни. Некоторые учёные утверждают, что Шекспир посещал школу короля Эдуарда VI в Стратфорд-апон-Эйвоне, где изучал творчество таких поэтов, как Овидий и Плавт, однако школьные журналы не сохранились, и теперь ничего нельзя сказать наверняка.
В 1582 году, в 18-летнем возрасте, он женился на Энн Хатауэй, дочери местного землевладельца, бывшей на восемь лет его старше. В момент заключения брака Энн была беременна. В 1583 году у супругов родилась дочь Сьюзен (крещена 23 мая), в 1585 году — двойня: сын Хемнет, умерший в 11 лет в августе 1596 года, и дочь Джудит (крещены 2 февраля).
О дальнейших (в течение семи лет) событиях жизни Шекспира существуют лишь предположения. Первые упоминания о лондонской театральной карьере относятся к 1592 году, и период между 1585 и 1592 годами исследователи называют «потерянными годами» Шекспира. Попытки биографов узнать о действиях Шекспира в этот период привели к появлению многих апокрифичных историй. Николас Роу, первый биограф Шекспира, считал, что тот покинул Стратфорд, чтобы избежать преследования за браконьерство в имении местного сквайра Томаса Люси. Предполагается также, что Шекспир отомстил Люси, написав в его адрес несколько непристойных баллад. По другой версии XVIII века, Шекспир начал театральную карьеру, присматривая за лошадьми лондонских театральных покровителей. Джон Обри писал, что Шекспир был школьным учителем. Некоторые учёные XX века считали, что Шекспир был учителем Александра Ногтона из Ланкашира, поскольку у этого помещика-католика находился некий «Вильям Шейкшафт». У этой теории мало оснований, кроме слухов, которые распространились после смерти Шекспира, и, кроме того, «Шейкшафт» — это достаточно распространённая в Ланкашире фамилия.

### Лондон и театральная карьера

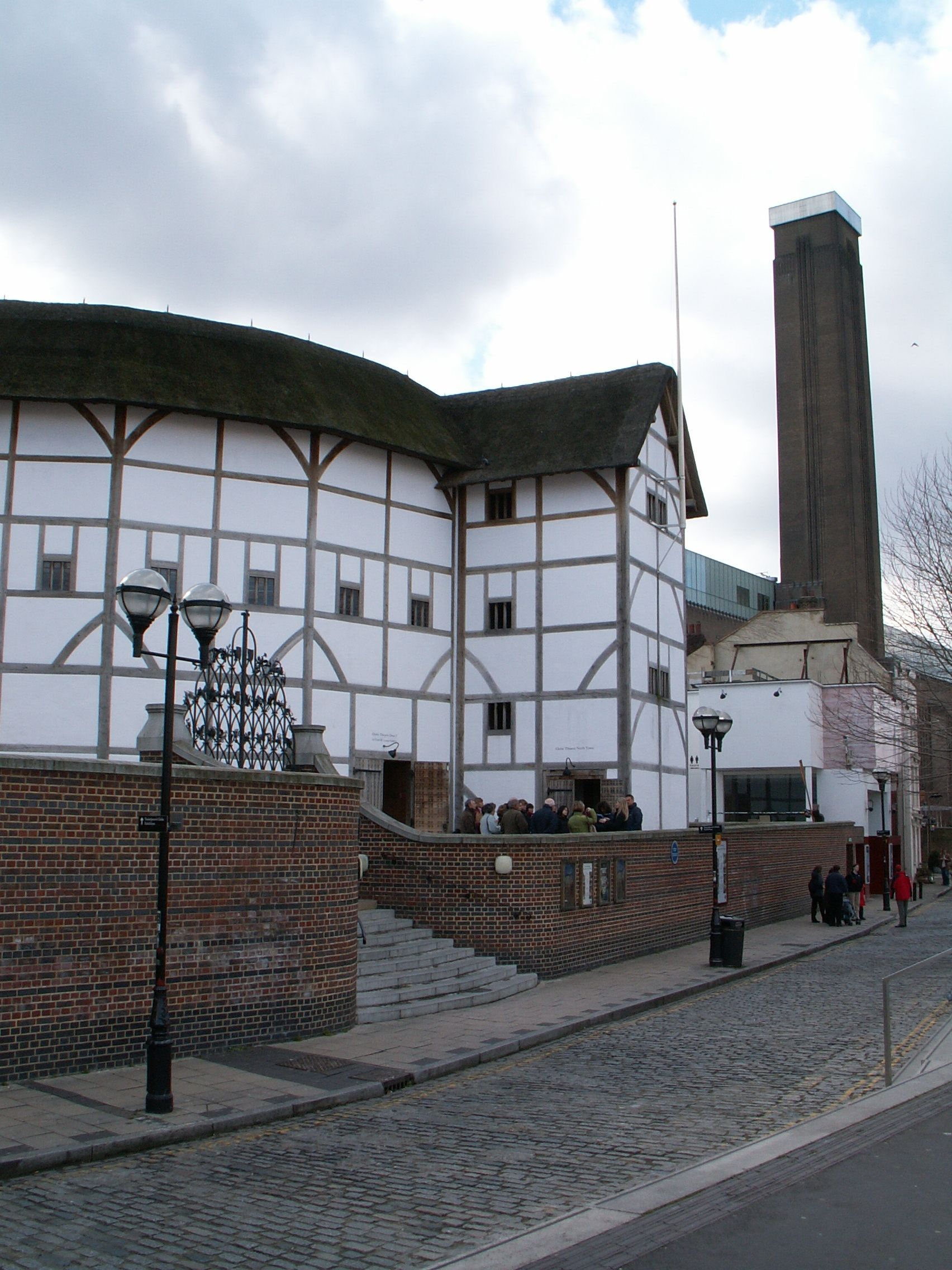
Воссозданный театр «Глобус», в котором работала труппа Шекспира

Точно не известно, когда Шекспир начал писать театральные работы, а также переехал в Лондон, но первые дошедшие до нас источники, говорящие об этом, относятся к 1592 году. В этом году в дневнике антрепренёра Филипа Хенслоу упоминается историческая хроника Шекспира «Генрих VI», которая шла в принадлежавшем Хенслоу театре «Роза». В том же году посмертно издаётся памфлет драматурга и прозаика Роберта Грина, где последний со злобой обрушился на Шекспира, не называя фамилии, но иронически обыгрывая её — «потрясатель сцены» (shake-scene), перефразируя строку из третьей части «Генриха VI» «О, сердце тигра в этой женской шкуре!» как «сердце тигра в шкуре лицедея». Учёные расходятся во мнении относительно точного смысла этих слов, но принято считать, что Грин обвинял Шекспира в попытках сравняться с высокообразованными писателями («университетскими умами»), такими как Кристофер Марло, Томас Нэш и сам Грин.
Биографы считают, что карьера Шекспира могла начаться в любое время, начиная с середины 1580-х. С 1594 года пьесы Шекспира ставились только труппой «Слуги лорда-камергера». В состав этой труппы входил и Шекспир, который в конце того же 1594 года стал её совладельцем. Труппа вскоре вошла в число ведущих театральных коллективов Лондона. После смерти королевы Елизаветы в 1603 году труппа получила королевский патент от нового правителя, Якова I, и стала именоваться «Слуги Короля».
В 1599 году партнёрство членов группы построило на южном берегу Темзы новый театр, названный «Глобус». В 1608 году они также приобрели закрытый театр «Блэкфрайерс». Отчёты о покупках Шекспиром недвижимости и его инвестициях показывают, что труппа сделала его богатым человеком. В 1597 году он купил второй по размерам дом в Стратфорде — Нью-Плэйс.
Некоторые пьесы Шекспира были опубликованы In-quarto в 1594 году. В 1598 году его имя начало появляться на титульных листах изданий. Но и после того, как Шекспир прославился как драматург, он продолжал играть в театрах. В издании работ Бена Джонсона 1616 года имя Шекспира включено в список актёров, исполнивших пьесы «У всякого свои причуды» (1598) и «Падение Сеяна» (1603). Однако его имя отсутствовало в списках актёров пьесы Джонсона «Вольпоне» 1605 года, что воспринимается некоторыми учёными как знак окончания лондонской карьеры Шекспира. Тем не менее в Первом фолио 1623 года Шекспир назван «главным актёром во всех этих пьесах», а некоторые из них впервые ставились после «Вольпоне», хотя достоверно неизвестно, какие роли играл в них Шекспир. В 1610 году Джон Дэвис написал, что «добрый Уилл» играл «королевские» роли. В 1709 году, в своей работе, Роу записал уже сложившееся к тому времени мнение, что Шекспир играл тень отца Гамлета. Позднее также утверждалось, что он играл роли Адама в «Как вам это понравится» и Хора в «Генрихе V», хотя учёные сомневаются в достоверности этой информации.

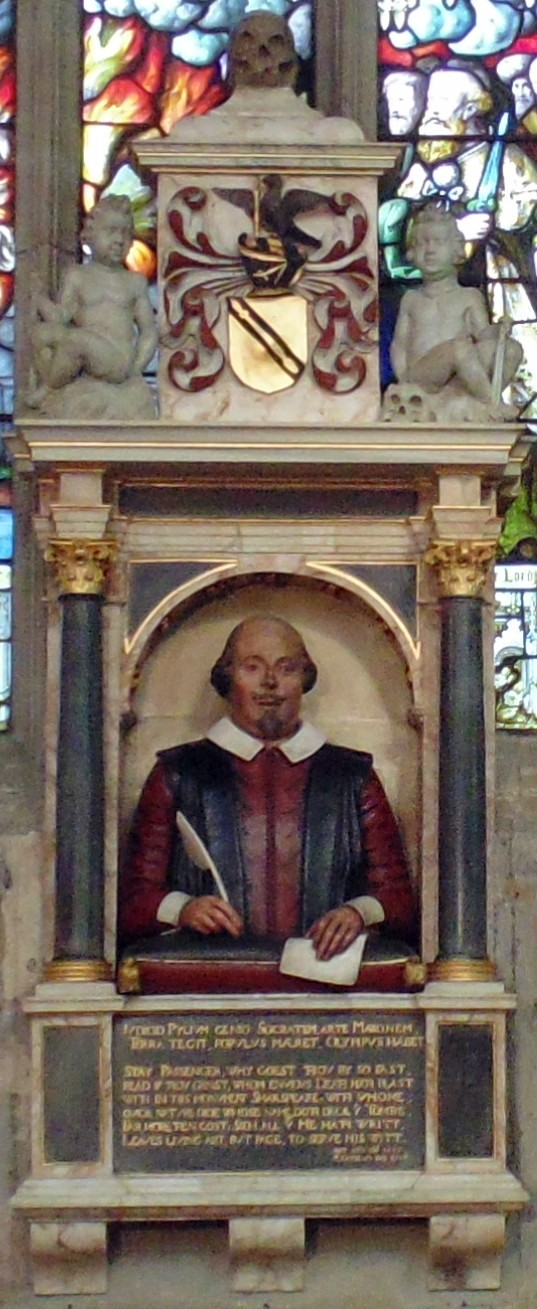
Бюст Шекспира в церкви св. Троицы в Стратфорде

В период актёрской и драматургической деятельности Шекспир жил в Лондоне, однако некоторую часть своего времени проводил также и в Стратфорде. В 1596 году, через год после покупки Нью-Плэйс, он проживал в приходе святой Елены в Бишопгейте, на северной стороне Темзы. После постройки театра «Глобус» в 1599 году Шекспир переехал на другую сторону реки — в Саутуарк, где и находился театр. В 1604 году он опять переехал через реку, на этот раз в район к северу от собора Святого Павла, где располагалось большое количество хороших домов. Он снимал комнаты у француза-гугенота по имени Кристофер Маунтджой, производителя женских париков и головных уборов.

### Последние годы и смерть
Существует традиционное мнение, что за несколько лет до своей смерти Шекспир переехал в Стратфорд. Первым биографом Шекспира, передавшим такое мнение, был Роу. Одной из причин этого может служить то, что лондонские публичные театры неоднократно прекращали свою работу из-за вспышек чумы, и у актёров не было достаточно работы. Полный уход от дел был редкостью в те времена, и Шекспир продолжал посещать Лондон. В 1612 году Шекспир выступал свидетелем по делу Беллот против Маунтджоя, судебному процессу по свадебному приданому дочери Маунтджоя Мэри. В марте 1613 года он купил дом в бывшем Блэкфриарском приходе; в ноябре 1614 года он провёл несколько недель со своим зятем, Джоном Холлом.
После 1606—1607 года Шекспир написал всего несколько пьес, а после 1613 года вообще прекратил создавать их. Свои последние три пьесы он написал совместно с другим драматургом, возможно, с Джоном Флетчером, который сменил Шекспира на посту главного драматурга труппы «Слуги короля».
Все сохранившиеся подписи Шекспира на документах (1612—1613) отличаются очень плохим почерком, на основании чего некоторые исследователи полагают, что он был в то время серьёзно болен.

23 апреля (3 мая) 1616 года Шекспир скончался. Традиционно принято считать, что он умер в свой день рождения, но уверенности в том, что Шекспир родился 23 апреля, нет. Шекспира пережили вдова (умерла в 1623) и две дочери. Сьюзен Шекспир была замужем за Джоном Холлом с 1607 года, а Джудит Шекспир вышла замуж через два месяца после смерти Шекспира за винодела Томаса Куини.
В завещании Шекспир оставил большую часть своего недвижимого имущества своей старшей дочери Сьюзен. После неё его должны были унаследовать её прямые потомки. У Джудит было трое детей, и все они умерли, не вступив в брак. У Сьюзен была одна дочь, Элизабет, которая выходила замуж дважды, но умерла бездетной в 1670 году. Она стала последним прямым потомком Шекспира. В завещании Шекспира его жена упоминается лишь мельком, но она и так должна была получить треть всего имущества мужа. Однако там указывалось, что он оставляет ей «мою вторую по качеству кровать», и этот факт повлёк за собой множество различных предположений. Некоторые учёные считают это оскорблением Энн, в то время как другие утверждают, что вторая по качеству кровать — это супружеское ложе, и, следовательно, ничего оскорбительного в этом нет.
Спустя три дня тело Шекспира было захоронено в стратфордской церкви Св. Троицы. На его надгробии написана эпитафия:
Good frend for Iesvs sake forbeare,

To digg the dvst encloased heare.

Bleste be ye man yt spares thes stones,

And cvrst be he yt moves my bones.
Друг, ради Господа, не рой

Останков, взятых сей землёй;

Нетронувший блажен в веках,

И проклят — тронувший мой прах. 

(Перевод А. Величанского)

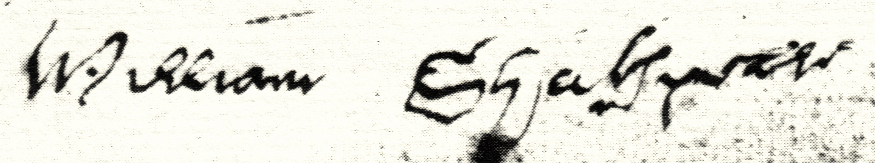
Автограф Шекспира на его завещании

Незадолго до 1623 года в церкви был воздвигнут раскрашенный бюст Шекспира, показывающий его в процессе письма. Эпитафии на английском языке и на латыни сравнивают Шекспира с мудрым пилосским царём Нестором, Сократом и Вергилием.
Во всём мире установлено множество статуй Шекспира, включая погребальные монументы в Саутваркском соборе и Уголке поэтов Вестминстерского аббатства.
В ознаменование четырёхсотлетия со дня смерти драматурга Королевский монетный двор выпустил три двухфунтовые монеты (датированы 2016 годом), символизирующие три группы его произведений: комедии, хроники и трагедии.

## Творчество

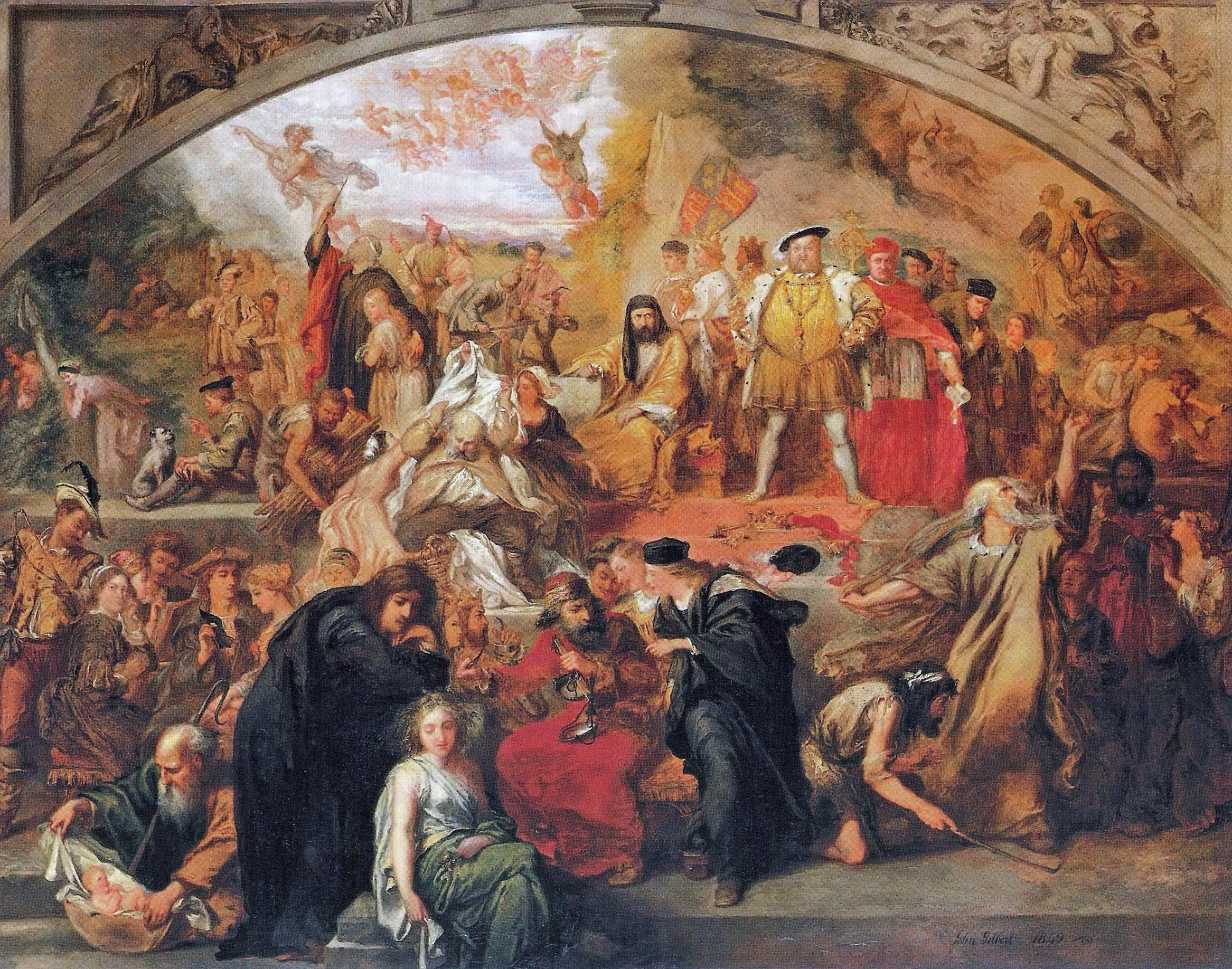
«Пьесы Уильяма Шекспира». Джон Гилберт, 1849 год

Литературное наследие Шекспира распадается на две неравные части: стихотворную (поэмы и сонеты) и драматическую. В. Г. Белинский писал, что «слишком было бы смело и странно отдать Шекспиру решительное преимущество пред всеми поэтами человечества, как собственно поэту, но как драматург он и теперь остаётся без соперника, имя которого можно б было поставить подле его имени».

### Вопрос периодизации
Исследователи творчества Шекспира (датский литературовед Г. Брандес, издатель русского полного собрания сочинений Шекспира С. А. Венгеров) в конце XIX — начале XX вв., опираясь на хронологию произведений, представили его духовную эволюцию от «бодрого настроения», веры в торжество справедливости, гуманистические идеалы в начале пути до разочарования и уничтожения всяких иллюзий в конце. Однако в последние годы появилось мнение, что заключение о личности автора по его произведениям есть ошибка.
В 1930 году шекспировед Э. К. Чемберс предложил хронологию творчества Шекспира по жанровым признакам, позднее она была откорректирована Дж. Макмануэем. Выделялись четыре периода: первый (1590—1594) — ранние: хроники, ренессансные комедии, «трагедия ужаса» («Тит Андроник»), две поэмы; второй (1594—1600) — ренессансные комедии, первая зрелая трагедия («Ромео и Джульетта»), хроники с элементами трагедии, античная трагедия («Юлий Цезарь»), сонеты; третий (1601—1608) — великие трагедии, античные трагедии, «мрачные комедии»; четвёртый (1609—1613) — драмы-сказки с трагическим зачином и счастливым финалом. Некоторые из шекспироведов, в том числе и А. А. Смирнов, объединяли первый и второй периоды в один ранний.

### Драматургия

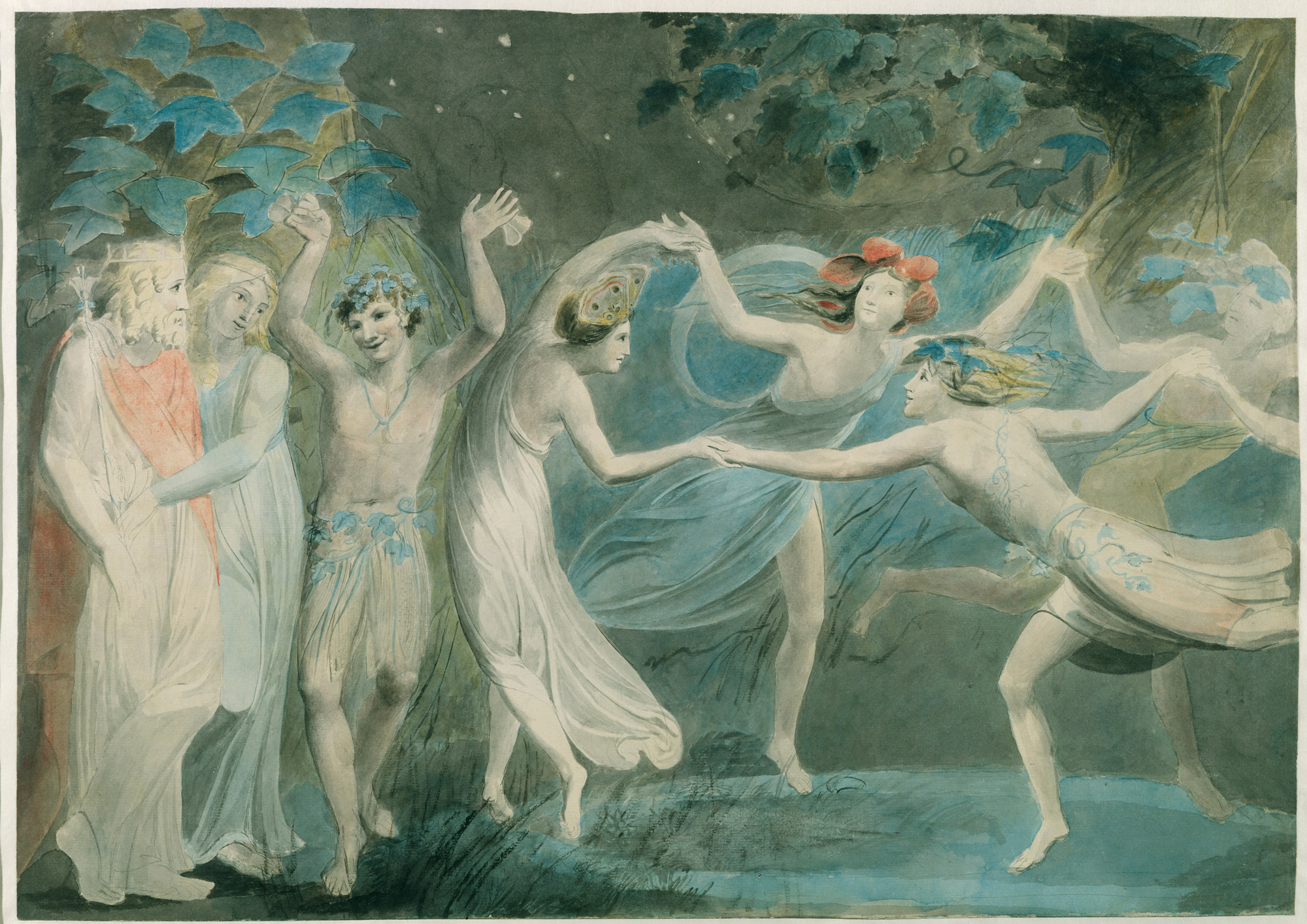
Оберон, Титания и Пак танцуют с феями. Уильям Блэйк, 1786 год. Тейт Британия

Большинство драматургов того периода создавали свои произведения совместно с другими авторами, и критики считают, что Шекспир также написал некоторые свои пьесы совместно с другими авторами; в основном это относится к ранним и поздним произведениям. В отношении некоторых произведений, таких как «Тит Андроник» и ранние исторические пьесы, не установлено, что они точно написаны в соавторстве, тогда как для «Двух знатных родичей» и утерянной пьесы «Карденио» это документально подтверждено. Данные, полученные из текстов, также позволяют утверждать, что некоторые работы переделывались другими писателями относительно оригинального текста.
Одни из самых ранних работ Шекспира — «Ричард III» и три части «Генриха VI», написанные в начале 1590-х, период, когда была в моде историческая драма. Пьесы Шекспира с трудом поддаются датировке, но исследователи текстов предполагают, что «Тит Андроник», «Комедия ошибок», «Укрощение строптивой» и «Два веронца» также относятся к началу творческого пути Шекспира. Его первые хроники, скорее всего основывающиеся на издании 1587 года «Хроник Англии, Шотландии и Ирландии» Рафаэля Холиншеда, представляли разрушительные результаты правления слабых и коррумпированных властителей и в какой-то мере послужили оправданием возникновения династии Тюдоров. На ранние пьесы Шекспира повлияли работы других драматургов елизаветинской эпохи, особенно Томаса Кида и Кристофера Марло, традиции средневековой драмы и пьесы Сенеки. «Комедия ошибок» тоже построена по классической модели, не найдено источников для «Укрощения строптивой», хотя она связана с другой пьесой с подобным названием, игравшейся в лондонских театрах в 1590-х годах и, возможно, имеет фольклорные корни.
В середине 1590-х годов произошёл переход Шекспира от насмешливых и фарсовых по своему стилю комедий к романтическим произведениям. «Сон в летнюю ночь» — это остроумная смесь романтики, сказочной магии и жизни низшего общества. В следующей, также романтической, комедии Шекспира «Венецианский купец» содержится портрет мстительного ростовщика-еврея Шейлока, в котором отразились расовые предрассудки англичан елизаветинской эпохи. Остроумная пьеса «Много шума из ничего», прекрасно изображающая жизнь в провинции «Как вам это понравится» и оживлённая весельем «Двенадцатая ночь» дополняют ряд комедий Шекспира. После лирического «Ричарда II», практически полностью написанного стихами, Шекспир ввёл прозаическую комедию в свои хроники «Генрих IV, части 1» и 2, и «Генрих V». Его персонажи становятся более сложными и нежными, он очень ловко переключается между комическими и серьёзными сценами, прозой и поэзией, так что его зрелые работы достигают повествовательного разнообразия. Этот период начали и закончили трагедии: «Ромео и Джульетта», знаменитая история любви и смерти девушки и юноши, и «Юлий Цезарь», основанный на «Сравнительных жизнеописаниях» Плутарха.
В начале XVII века Шекспир написал несколько так называемых «проблемных пьес»: «Мера за меру», «Троил и Крессида» и «Всё хорошо, что хорошо кончается», а также ряд наиболее известных трагедий. Многие критики полагают, что трагедии этого периода представляют собой пик творчества Шекспира. Гамлет, заглавный герой одной из самых знаменитых трагедий Шекспира, является, возможно, самым исследуемым персонажем этого драматурга; особенно это касается знаменитого солилоквия, начинающегося «Быть или не быть, вот в чём вопрос». В отличие от интроверта Гамлета, колеблющегося героя, герои последующих трагедий, король Лир и Отелло, страдают от слишком поспешно принимаемых решений. Нередко трагедия Шекспира строится на недостатках или фатальных поступках героев, уничтожающих его и его любимых. В «Отелло» злодей Яго доводит ревность заглавного героя до точки, и тот убивает свою невинную жену. В «Короле Лире» старый король совершает роковую ошибку, отказавшись от своих прав на власть, что приводит к ужасающим событиям, таким как убийство младшей дочери Лира Корделии. В «Макбет», самой короткой и сжатой трагедии Шекспира, неконтролируемые амбиции подвигают Макбета и его жену, Леди Макбет, к убийству законного короля и узурпации трона, а в конечном счёте их же разрушает осознание своей вины. В этой пьесе Шекспир добавляет к трагической структуре элемент сверхъестественного. Его последние крупные трагедии, «Антоний и Клеопатра» и «Кориолан», по мнению некоторых критиков, содержат одни из самых прекрасных его стихов.
В финальном периоде своего творчества Шекспир обратился к жанру романтической трагикомедии и дописал три крупных пьесы: «Цимбелин», «Зимняя сказка» и «Буря», а также, совместно с другим драматургом, пьесу «Перикл». Произведения этого периода менее мрачны, чем предшествующие им трагедии, однако более серьёзны, чем комедии 1590-х годов, но заканчиваются они примирением и избавлением от бед. Некоторые исследователи полагают, что эти изменения произошли от изменения взглядов на жизнь Шекспира, ставших более спокойными, но, возможно, в пьесах просто отразилась театральная мода того времени. Ещё две сохранившихся пьесы Шекспира написаны им в сотрудничестве, возможно с Джоном Флетчером: «Генрих VIII» и «Два знатных родича».

#### Прижизненные постановки

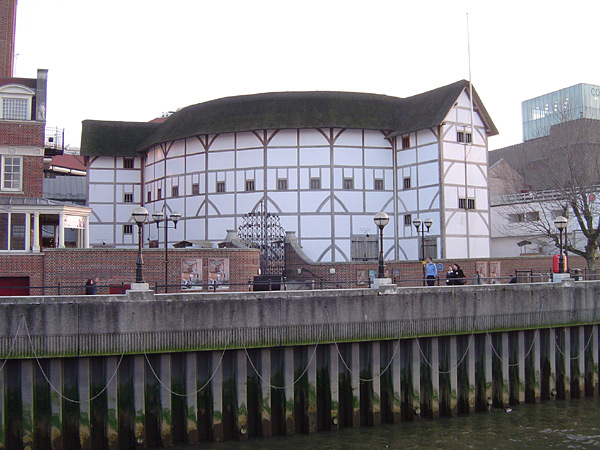
Реконструкция театра Глобус, Лондон

Пока точно не известно, для каких театральных компаний Шекспир писал свои ранние пьесы. Так, на титульной странице издания «Тита Андроника» 1594 года указано, что пьеса ставилась тремя различными группами. После чумы 1592—1593 года пьесы Шекспира уже ставились его собственной компанией в «Театре» и «Куртине» в Шордиче к северу от Темзы. Там была поставлена первая часть «Генриха IV». После ссоры со своим хозяином компания покинула «Театр» и построила на южной стороне Темзы, в Саутуарке, театр «Глобус», первый театр, построенный актёрами для актёров. «Глобус» открылся осенью 1599 года, и одной из первых поставленных в нём пьес стал «Юлий Цезарь». Большинство наиболее известных пьес Шекспира, написанных после 1599 года, создавались для «Глобуса», включая «Гамлета», «Отелло» и «Короля Лира».
Труппа Шекспира «Слуги лорда-камергера» состояла в особых отношениях с королём Яковом I, особенно после её переименования в 1603 году в «Слуги короля». Хотя записи о постановках разрознены, можно говорить о 7 постановках пьес Шекспира при дворе между 1 ноября 1604 года и 31 октября 1605 года, включая две постановки «Венецианского купца». После 1608 года они начали выступать зимой в крытом театре «Блэкфрайерс», а в «Глобусе» работать летом. Хорошее помещение в сочетании с королевским покровительством позволило Шекспиру ввести в реквизит своих пьес более сложные устройства. Например, в «Цимбелине» Юпитер спускается «с громом и молниями, сидя на орле: Он мечет молнии. Привидения падают на колени».
В труппе Шекспира состояли такие известные актёры, как Ричард Бёрбедж, Уильям Кемп, Генри Конделл и Джон Хеминг. Бёрбедж был первым исполнителем главных ролей многих пьес Шекспира, включая «Ричарда III», «Гамлета», «Отелло» и «Короля Лира». Популярный комический актёр Уильям Кемп, среди других персонажей, играл Пьетро в «Ромео и Джульетте» и Кизила в «Много шума из ничего». На рубеже XVI и XVII веков его заменил Роберт Армин, исполнивший такие роли, как Оселок из «Как вам это понравится» и Шут из «Короля Лира». В 1613 году Генри Воттон сообщил о состоявшейся постановке пьесы «Генрих VIII» . 29 июня во время постановки данного спектакля пушка дала осечку и подожгла соломенную крышу здания, так что весь театр сгорел. Этот факт позволяет с хорошей точностью установить время написания пьесы.

#### Первые публикации
Как считается, половина (18) пьес Шекспира была опубликована тем или иным образом при жизни драматурга. Главнейшей публикацией шекспировского наследия по праву считается фолио 1623 года (так называемое «Первое фолио»), изданное Эдуардом Блаунтом и Уильямом Джаггардом; печатники Уоррал и Кол. В это издание вошли 36 пьес Шекспира — все, кроме «Перикла» и «Двух знатных родичей». Именно это издание лежит в основе всех исследований в области шекспироведения.
Осуществление этого проекта стало возможным благодаря усилиям Джона Хеминга и Генри Конделла, друзей и коллег Шекспира. Книгу предваряет послание к читателям от имени Хеминга и Конделла, а также поэтическое посвящение Шекспиру со стороны драматурга Бена Джонсона, также поспособствовавшего изданию Первого Фолио.

### Поэмы
В 1593 и 1594 годах, когда театры были закрыты из-за эпидемии чумы, Шекспир создал две эротических поэмы, «Венера и Адонис» и «Обесчещенная Лукреция». Эти поэмы были посвящены Генри Ризли, графу Саутгемптону. В «Венере и Адонисе» невинный Адонис отвергает сексуальные домогательства Венеры; тогда как в «Обесчещенной Лукреции» добродетельная жена Лукреция изнасилована Тарквинием. Под влиянием Метаморфоз Овидия, в поэмах показываются чувство вины и ужасные последствия неконтролируемой любви. Обе поэмы пользовались популярностью и переиздавались несколько раз при жизни Шекспира. Третья поэма, «Жалоба влюблённой», в которой девушка жалуется на обольстительного обманщика, была напечатана в первом издании Сонетов в 1609 году. В настоящее время большинство учёных признаёт, что «Жалобу влюблённой» написал именно Шекспир. В поэме «Феникс и голубка», напечатанной в 1601 году в сборнике Роберта Честера «Love’s Martyr», рассказывается о печальной смерти мифологического феникса и его возлюбленной, верной голубки. В 1599 году два сонета Шекспира были напечатаны от имени Шекспира, но без его согласия в «Страстном пилигриме».

### Сонеты

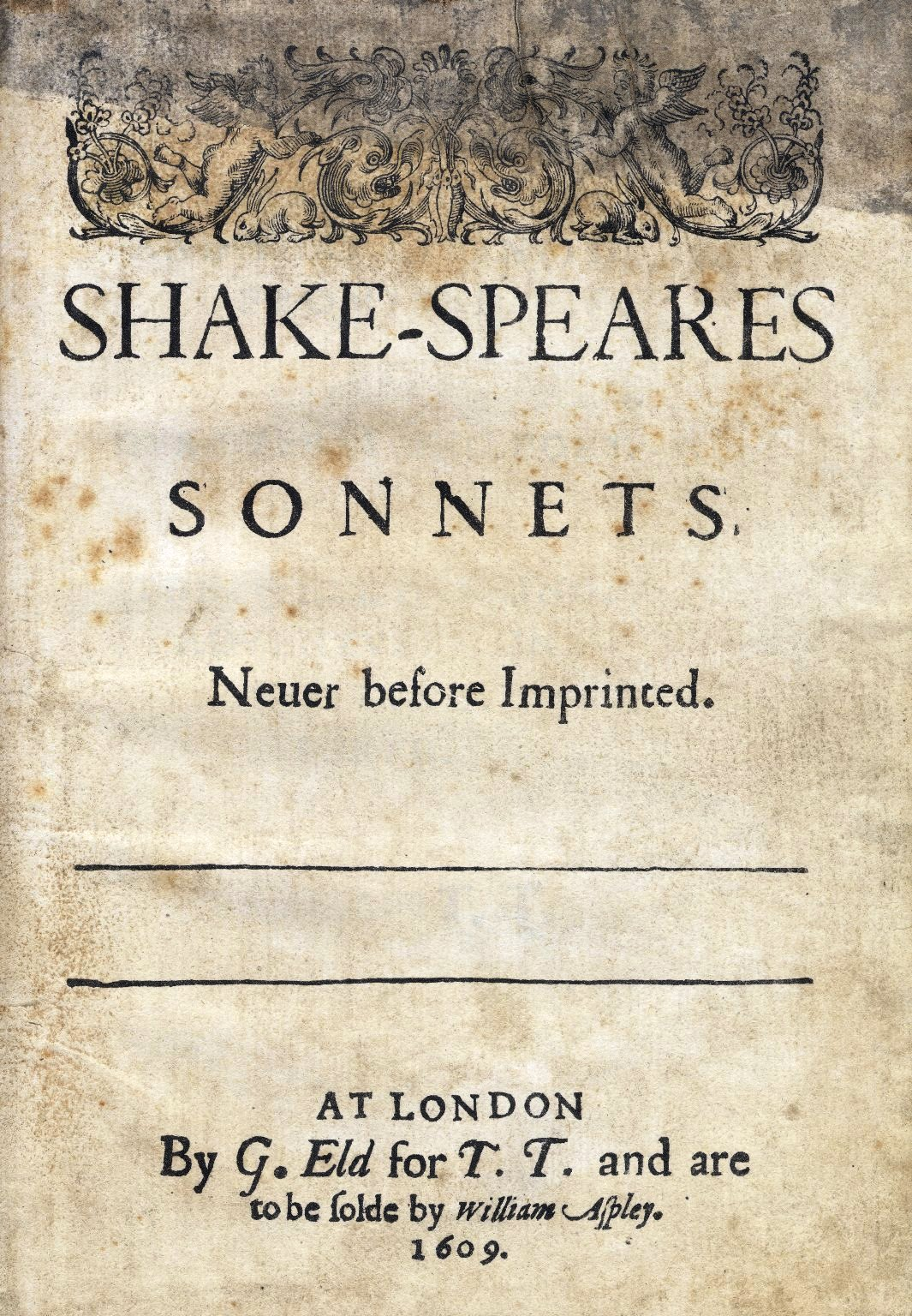
Титульная страница издания сонетов Шекспира 1609 года

Сонет — стихотворение из 14 строк. В сонетах Шекспира принята следующая рифмовка: abab cdcd efef gg, то есть три катрена на перекрестные рифмы, и одно двустишие (тип, введённый поэтом графом Сурреем, казнённым при Генрихе VIII).
Всего Шекспиром было написано 154 сонета, и бо́льшая их часть была создана в 1592—1599 годах. Впервые они были напечатаны без ведома автора в 1609 году. Два из них были напечатаны ещё в 1599 году в сборнике «Страстный пилигрим». Это сонеты 138 и 144.
Весь цикл сонетов распадается на отдельные тематические группы:
- Сонеты, посвящённые другу: 1—126
  - Воспевание друга: 1—26
  - Испытания дружбы: 27—99
    - Горечь разлуки: 27—32
    - Первое разочарование в друге: 33—42
    - Тоска и опасения: 43—55
    - Растущее отчуждение и меланхолия: 56—75
    - Соперничество и ревность к другим поэтам: 76—96
    - «Зима» разлуки: 97—99

  - Торжество возобновлённой дружбы: 100—126
- Сонеты, посвящённые смуглой возлюбленной: 127—152
- Заключение — радость и красота любви: 153—154

Сонет 126 нарушает канон — в нём всего 12 строк и иной рисунок рифмы. Иногда его считают разделом между двумя условными частями цикла — сонетов, посвящённых дружбе (1—126) и обращённых к «смуглой леди» (127—154). Сонет 145 написан четырёхстопным ямбом вместо пятистопного и отличается по стилю от остальных; иногда его относят к раннему периоду и отождествляют его героиню с женой Шекспира Анной Хатауэй (чья фамилия, возможно, в виде каламбура «hate away» представлена в сонете).

## Стиль
Язык первых пьес Шекспира — язык, обычный для пьес данного периода. Этот стилизованный язык не всегда даёт драматургу раскрыть своих персонажей. Поэзия часто перегружена сложными метафорами и предложениями, а язык более способствует декламированию текста, чем живой игре. К примеру, торжественные речи «Тита Андроника», по мнению некоторых критиков, часто замедляют действие; язык персонажей «Двух веронцев» кажется неестественным.
Вскоре, однако, Шекспир начинает приспосабливать традиционный стиль для своих целей. Начальный солилоквий из «Ричарда III» восходит к разговорам с собой Порока, традиционного персонажа средневековой драмы. В то же время яркие монологи Ричарда позже разовьются в монологи более поздних пьес Шекспира. Все пьесы знаменуют переход от традиционного стиля к новому. На протяжении дальнейшей своей карьеры Шекспир объединяет их, и одним из наиболее удачных примеров смешения стилей может служить «Ромео и Джульетта». К середине 1590-х годов, времени создания «Ромео и Джульетты», «Ричарда II» и «Сна в летнюю ночь», стиль Шекспира становится более натуральным. Метафоры и образные выражения всё больше согласуются с потребностями драмы.
Стандартная поэтическая форма, используемая Шекспиром — белый стих, написанный пятистопным ямбом. Белый стих ранних и поздних пьес значительно различается. Ранний зачастую красив, но, как правило, в конце строки заканчивается либо всё предложение целиком, либо его смысловая часть, что порождает монотонность. После того, как Шекспир освоил традиционный белый стих, он начал изменять его, прерывая предложение в конце строки. Использование этого приёма придаёт поэзии мощь и гибкость в таких пьесах, как «Юлий Цезарь» и «Гамлет». Например, Шекспир использует его для передачи чувств потрясённого Гамлета:

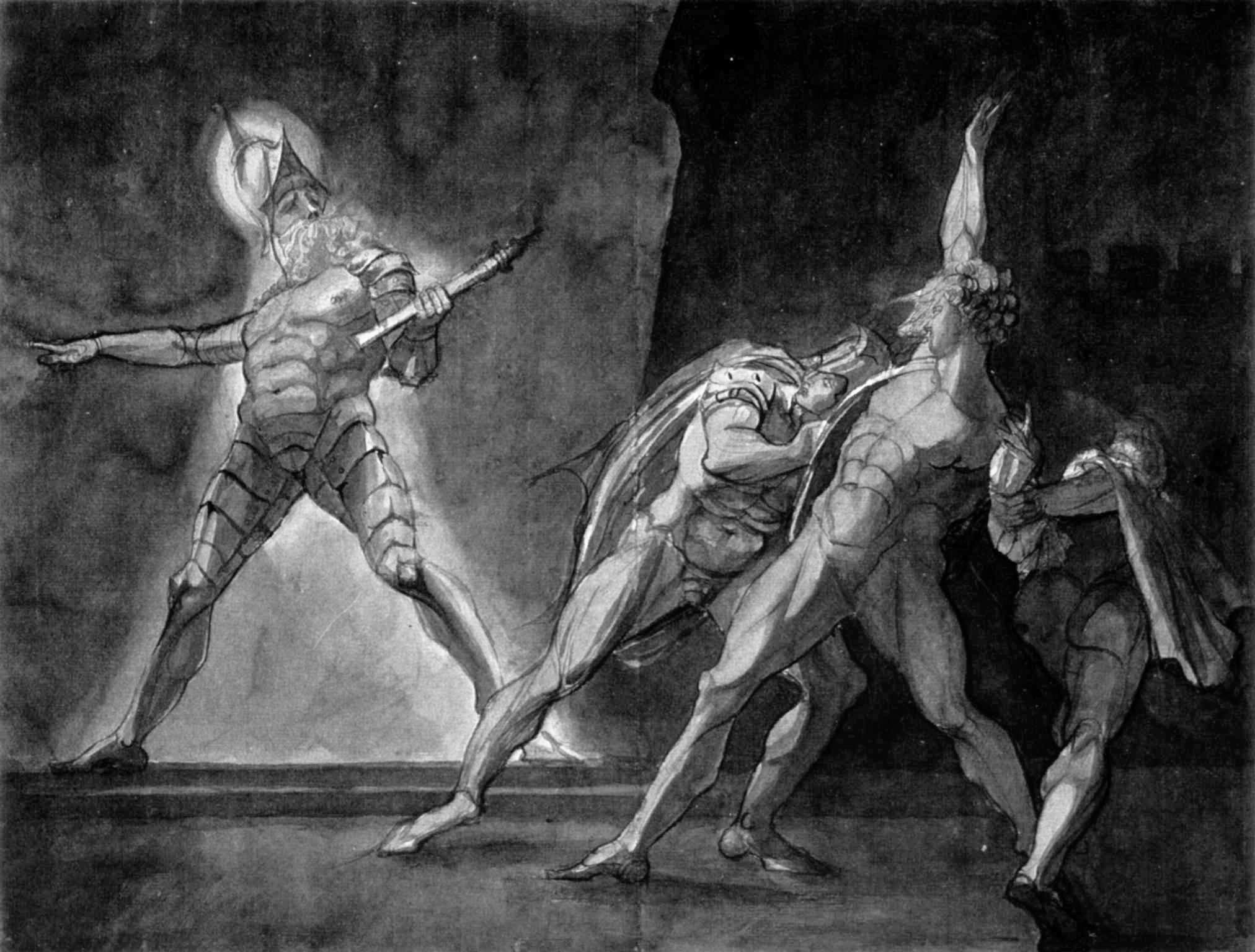
Гамлет, Горацио, Марцелл и призрак отца Гамлета. Генри Фюзели, 1780—85. Кунстхаус (Цюрих)

Sir, in my heart there was a kind of fighting
That would not let me sleep. Methought I lay
Worse than the mutines in the bilboes. Rashly—
And prais’d be rashness for it—let us know
Our indiscretion sometimes serves us well…
В моей душе как будто шла борьба,
Мешавшая мне спать; лежать мне было
Тяжеле, чем колоднику. Внезапно, -
Хвала внезапности: нас безрассудство
Иной раз выручает там, где гибнет
Глубокий замысел…
«Гамлет», акт 5, сцена 2, 4-8. Перевод Т. Щепкиной-Куперник.
В последующих за «Гамлетом» пьесах поэтический стиль продолжал варьироваться, особенно в эмоциональных пассажах его поздних трагедий. Литературный критик Брэдли описал этот стиль как «более концентрированный, быстрый, разнообразный, с меньшим количеством повторов». К концу своей карьеры Шекспир использовал множество методов для достижения подобных эффектов. Он использовал такие методы, как анжамбеман, неструктурированные паузы и остановки и различные необычные вариации конструкции и длины предложений. Во многих случаях слушатель сам должен додумать смысл предложения. В поздних романтических пьесах длинные и короткие предложения противопоставляются друг другу, субъект и объект действия меняются местами, слова опускаются, что создаёт ощущение спонтанности.
Шекспир скомбинировал поэтическое искусство с пониманием практических деталей театральной постановки. Как и все драматурги того времени, он театрализовал истории из таких источников, как Плутарх и Холинсхед. Но первоисточник не оставался без изменений; Шекспир вводил новые и изменял старые сюжетные линии, чтобы перед аудиторией раскрылась вся многогранность повествования. С ростом мастерства Шекспира его персонажи стали вырисовываться чётче и приобретать отличительные особенности речи. Однако его поздние пьесы более напоминают ранние творения. В поздних романтических произведениях он сознательно вернулся к искусственному стилю, чтобы подчеркнуть иллюзорность театра.

## Репутация и критика
«Он был человеком не эпохи, но всех времён».

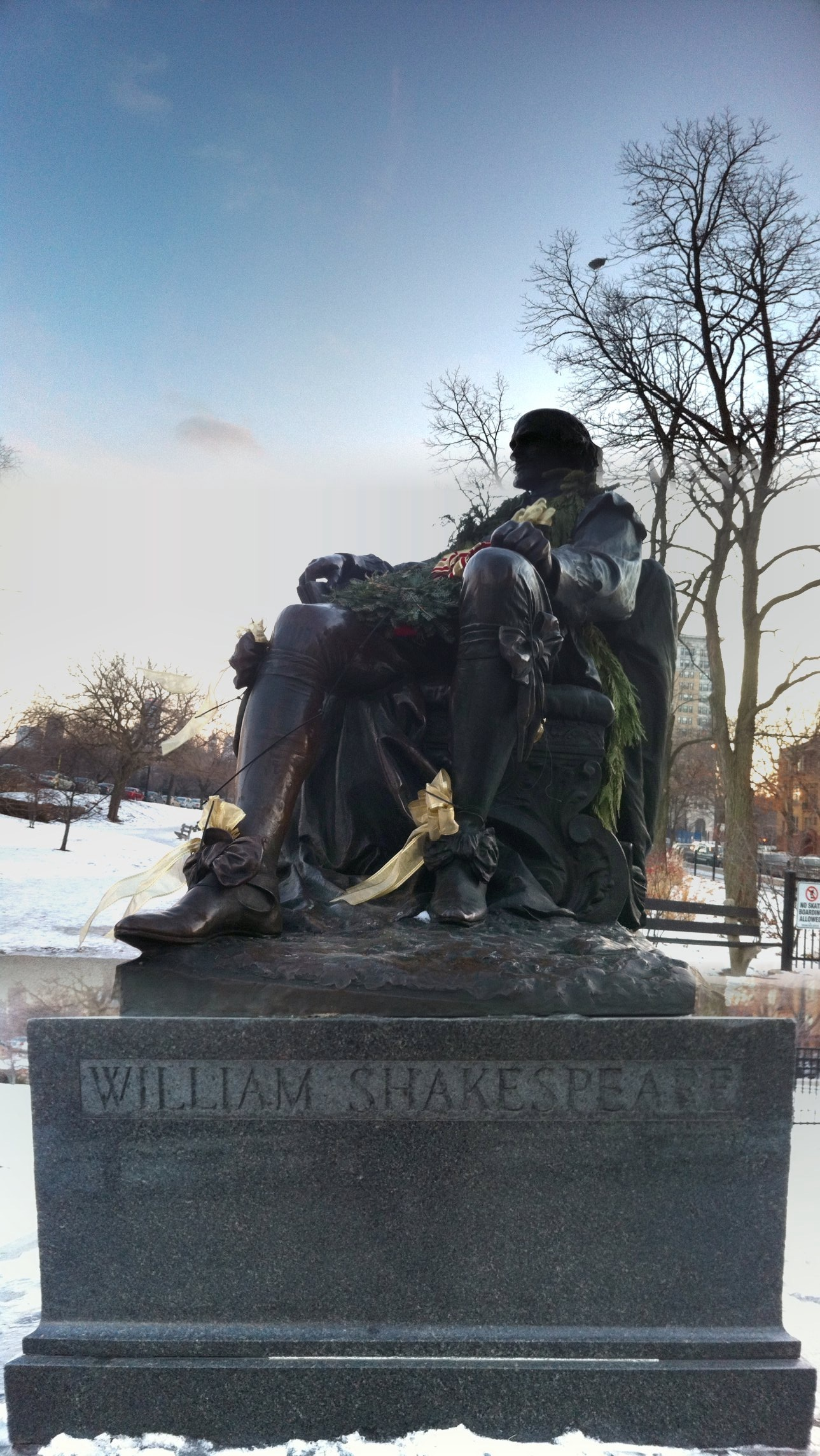
Статуя Уильяма Шекспира, Линкольн-парк (Чикаго), типичная для XIX и начала XX веков

Хотя при своей жизни Шекспир и не считался великим драматургом, он получал похвальные отзывы о своих произведениях. В 1598 году писатель-священнослужитель Френсис Мерис выделил его из английских писателей как «самого превосходного» и в комедии, и в трагедии. И авторы сборника пьес «Parnassus» сравнивали Шекспира с Чосером, Гауэром и Спенсером. В Первом фолио Бен Джонсон назвал Шекспира: «Душа века, достойный аплодисментов, восторг, чудо нашей сцены».
В период между Реставрацией монархии в 1660 году и концом XVII века преобладали идеи классицизма. Поэтому критики того времени преимущественно ставили Шекспира ниже, чем Джона Флетчера и Бена Джонсона. Томас Ример, к примеру, осуждал Шекспира за смешивание комического и трагического. Тем не менее, поэт и критик Джон Драйден высоко оценивал Шекспира, говоря о Джонсоне: «Я восхищаюсь им, но я люблю Шекспира». Всё же в течение нескольких десятилетий властвовали взгляды Римера, но в XVIII веке критики начали восхищаться им и называть его гением. Подобную репутацию только укрепил ряд изданных научных работ, посвящённых творчеству Шекспира, например работы Сэмюэля Джонсона 1765 года и Эдмонда Малоуна 1790 года. К 1800 году за ним прочно закрепилось звание национального поэта Англии. В XVIII и XIX веках Шекспир также получил имя и за пределами Британских островов. Его поддерживали такие писатели, как Вольтер, Гёте, Стендаль и Виктор Гюго.

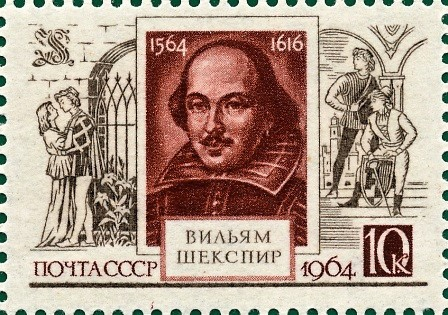
Почтовая марка СССР, 1964 года. 400 лет со дня рождения Вильяма Шекспира

В эпоху романтизма Шекспир получил высокую оценку поэта и литературного философа Сэмюэла Тейлора Кольриджа; критик Август Вильгельм Шлегель выполнил перевод его пьес на немецкий в духе немецкого романтизма. В XIX веке восхищение Шекспиром часто граничило с поклонением и лестью. «Этот Король Шекспир», — писал эссеист Томас Карлейль в 1840 году — «выше нас всех, самый благородный, нежнейший, но сильный; нерушимый». Бернард Шоу, однако, критиковал романтический культ Шекспира, пустив в ход слово «бардопоклонство» (англ. bardolatry). Он утверждал, что натуралистическая драма Ибсена делает Шекспира устаревшим.
Русский писатель Лев Николаевич Толстой в своём критическом очерке «О Шекспире и о драме» на основании детального разбора некоторых наиболее популярных произведений Шекспира, в частности: «Король Лир», «Отелло», «Фальстаф», «Гамлет» и др. — подверг резкой критике способности Шекспира как драматурга.
После модернистской революции искусства начала XX века Шекспир был записан в ряды авангардистов. Немецкие экспрессионисты и московские футуристы ставили его пьесы. Марксист, драматург и режиссёр Бертольт Брехт, разработал под влиянием Шекспира эпический театр. Поэт и критик Т. С. Элиот выступил против Шоу, говоря, что шекспировский «примитивизм» делает его произведения современными. Элиот возглавил движение исследователей по более детальному рассмотрению шекспировских образов. В 1950-х волна новых походов сменила модернизм и положила начало «постмодернистским» изучениям Шекспира. В 1980-х творчество Шекспира стало изучаться представителями таких течений, как структурализм, феминизм, Новый историзм, изучение афроамериканцев и квир-исследования.

## Влияние
Работы Шекспира серьёзно повлияли на театр и литературу следующих лет. В частности, он расширил область работы драматурга с характеризацией персонажей, сюжетом, языком и жанром. Например, до «Ромео и Джульетты» романтика никогда не рассматривалась как достойная тема для трагедии. Солилоквии в основном использовались для сообщения зрителям о произошедших событиях; Шекспир начал использовать их для раскрытия характера персонажа и его мыслей. Его работы сильно повлияли на последующих поэтов. Поэты эпохи романтизма пытались возродить шекспировскую стихотворную драму, но не имели большого успеха. Критик Джордж Стайнер назвал всю английскую драму от Кольриджа до Теннисона «слабыми вариациями на шекспировские темы».
Шекспир повлиял на таких писателей, как Томас Харди, Уильям Фолкнер и Чарльз Диккенс. Также его влияние распространилось и на Германа Мелвилла; его капитан Ахав из романа «Моби Дик» — классический трагический герой, вдохновлённый королём Лиром. Учёные подсчитали, что 20 000 музыкальных произведений связаны с работами Шекспира. Среди них 2 оперы Джузеппе Верди, «Отелло» и «Фальстаф», в первоисточнике которых лежат одноимённые пьесы. Шекспир также вдохновил множество художников, включая романтиков и прерафаэлитов. Швейцарский художник Генри Фюзели, друг Уильяма Блейка, даже перевёл на немецкий язык пьесу «Макбет». Разработчик теории психоанализа Зигмунд Фрейд опирался на шекспировскую психологию, в частности на образ Гамлета, в своих теориях о человеческой природе.
Во времена Шекспира английские грамматика, правописание и произношение были менее стандартизированы, чем в наши дни, и его язык способствовал формированию современного английского. Он — самый цитируемый Сэмюэлом Джонсоном автор в «A Dictionary of the English Language», первом сочинении в своём роде. Такие выражения, как «with bated breath» (букв. затаив дыхание = с замирающим сердцем) («Венецианский купец») и «a foregone conclusion» (букв. предрешённый исход) («Отелло»), вошли в современную повседневную английскую речь.

## Сомнения вокруг личности Шекспира

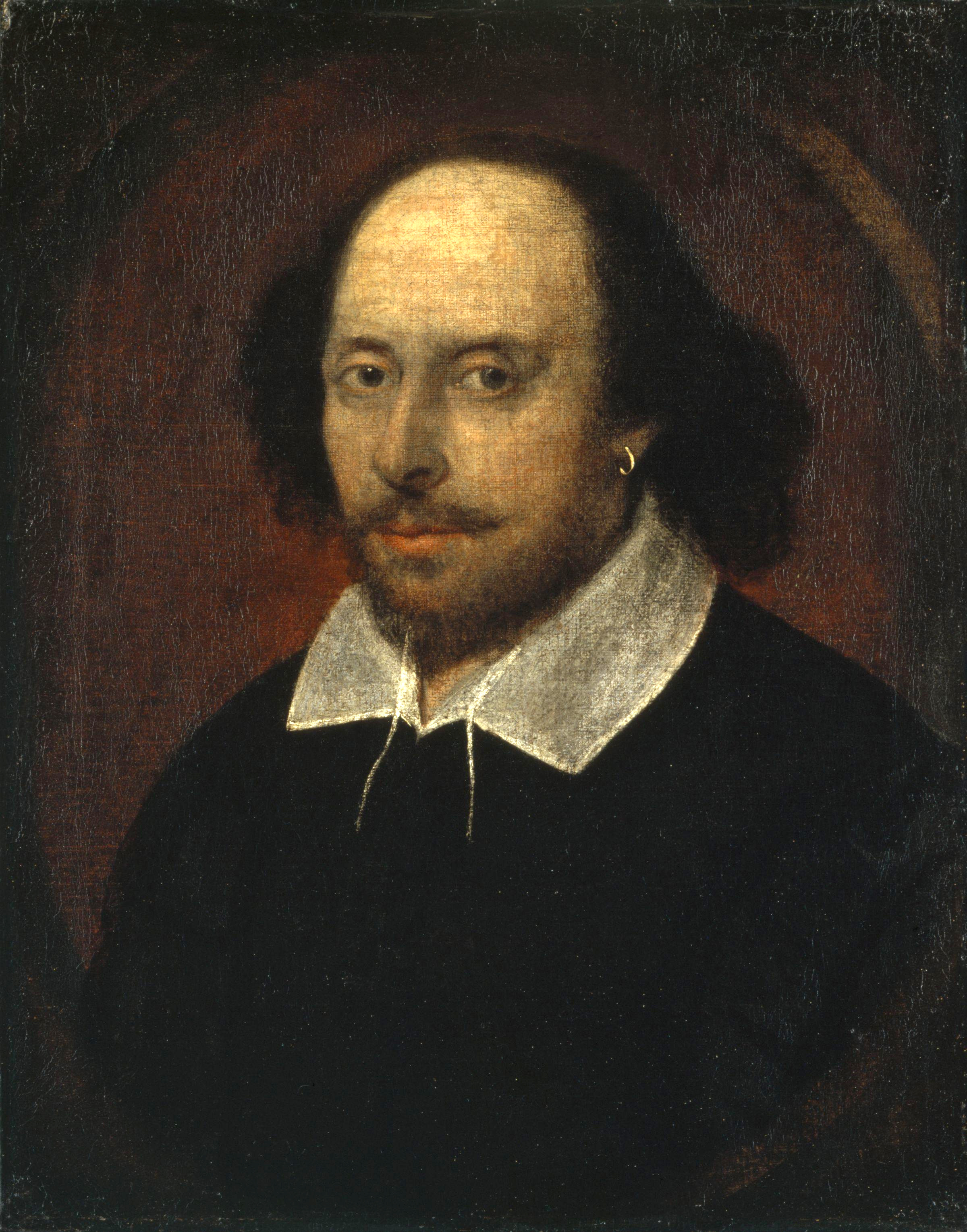
«Чандосовский портрет», один из предполагаемых портретов Шекспира (1600-1610)

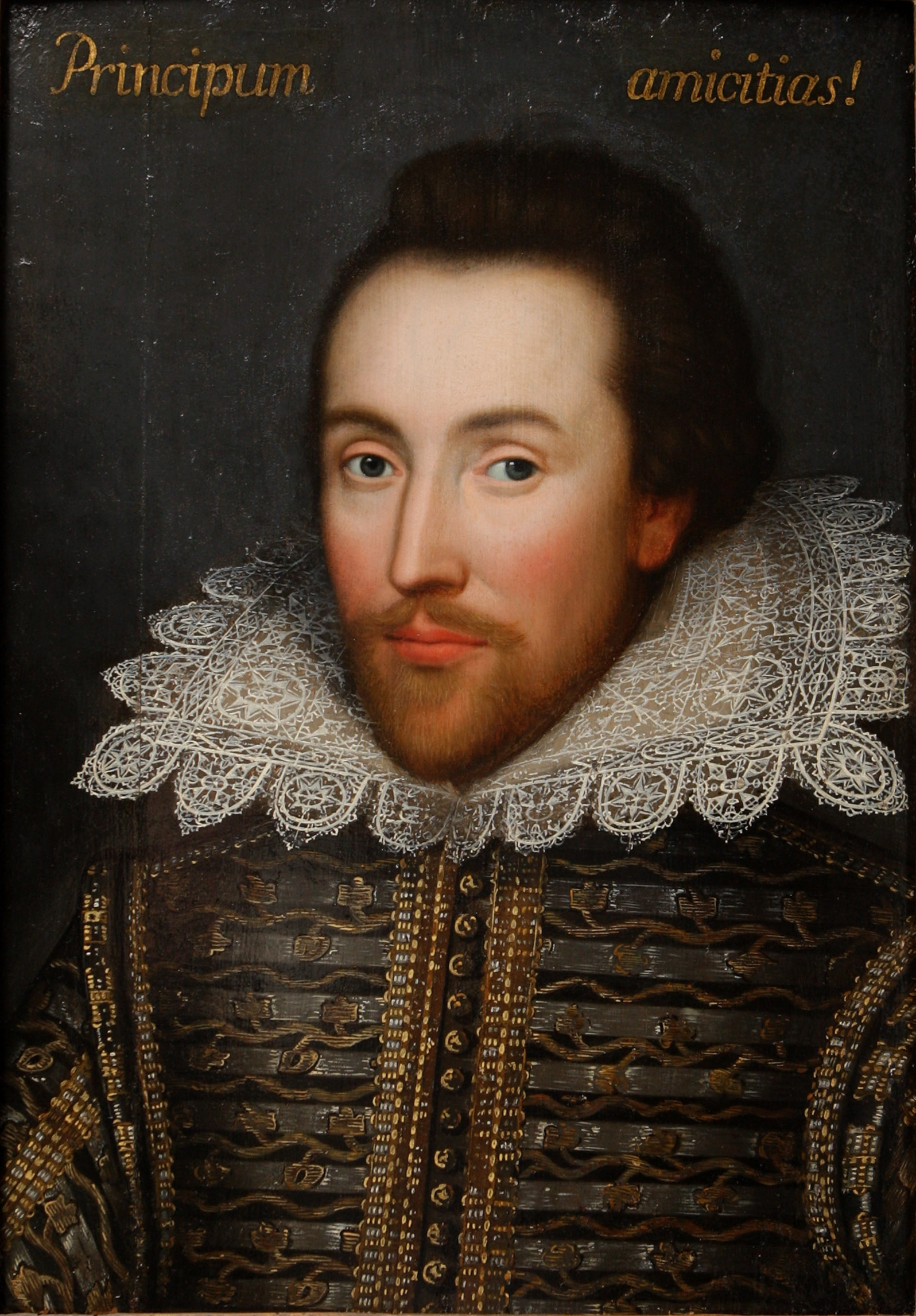
Портрет елизаветинца (1610). Некоторые искусствоведы утверждают, что это единственный прижизненный портрет Уильяма Шекспира

### «Шекспировский вопрос»
Примерно через 230 лет после смерти Шекспира начали выражаться сомнения по поводу авторства приписываемых ему работ. Были предложены альтернативные кандидаты, в основном родовитые и получившие хорошее образование, такие как Роджер Меннерс, 5-й граф Ратленд, Фрэнсис Бэкон, Кристофер Марло и Эдуард де Вер, 17-й граф Оксфорд. Также были предложены теории, по которым за псевдонимом «Шекспир» скрывалась группа писателей. Однако в академическом сообществе общепринята традиционная теория, интерес к нестрафордианскому течению, особенно к оксфордианской теории, сохраняется и в XXI веке.
Одним из доказательств своей теории нестрафордианцы считают то, что не сохранилось никаких свидетельств о получении Шекспиром образования, тогда как словарный запас его произведений, по разным подсчётам, составляет от 17 500 до 29 000 слов, а также в них проявляется глубокое знание истории и литературы. Так как не сохранилось ни одной рукописи, написанной рукой Шекспира, то противники традиционной версии делают вывод, что его литературная карьера была фальсифицирована.

### Религия
Некоторые учёные считают, что члены семьи Шекспира были католиками, хотя в то время католическая вера находилась под запретом. Мать Шекспира, Мэри Арден, происходила из католической семьи. Главным доказательством принадлежности Шекспира к католической семье считается завещание Джона Шекспира, найденное в 1757 году на чердаке его дома. Оригинал документа был утерян, и учёные расходятся во взглядах на его подлинность. В 1591 году власти сообщили, что он не появляется в церкви. В 1606 году имя дочери Шекспира Сюзанны попало в список не явившихся на пасхальное причастие в Стратфорде. Учёные нашли в пьесах Шекспира доказательства и за, и против его католицизма, но истина не установлена абсолютно точно.

### Сексуальная ориентация
Несмотря на факт женитьбы Шекспира и наличие детей, в научном сообществе существуют различные мнения относительно его сексуальной ориентации. Исследователи часто считают, что сонеты Шекспира автобиографичны, и некоторые делают из них вывод о любви Шекспира к молодому человеку. Другие, однако, считают эти сонеты лишь выражением дружбы, а не сексуального влечения. 26 так называемых сонетов к «Смуглой Леди», адресованных замужней женщине, зачастую приводятся как доказательство его гетеросексуальной ориентации.

### Внешность
Письменных описаний внешности Шекспира, сделанных при его жизни, не сохранилось, и ведутся споры о его истинном облике. Часто истинным портретом Шекспира называется Друшаутский портрет, о котором Бен Джонсон отозвался как о хорошо представляющем внешность Шекспира, тем более, что бюст на могиле Шекспира достаточно схож с этим портретом. Картина начала XVII века «Бен Джонсон и Уильям Шекспир играют в шахматы» содержит изображение человека, играющего в шахматы, похожего внешне на портреты великого драматурга, выполненные вскоре после его смерти (она содержит на обороте надпись «Ben Jonson and William Shakespeare by Isaak Oliver, 1603»). Картина в настоящее время приписывается голландскому художнику Карелу ван Мандеру. В XVIII веке проводилось множество попыток установить истинную внешность Шекспира, что повлекло за собой многочисленные фальсификации и различные версии.

## Список сочинений

### Классификация пьес
Сочинения Шекспира включают в себя 36 пьес, изданных в 1623 году в Первом фолио, деление которых здесь на комедии, хроники и трагедии приведено в соответствии с этим изданием. В Первое фолио не вошли две пьесы, Два знатных родича и Перикл, которые сейчас считаются частью канона, и учёные согласны, что Шекспир внёс в их написание большой вклад. Поэмы Шекспира в Первом фолио не издавались.
В конце XIX века Эдуард Доуден классифицировал 4 из поздних пьес Шекспира как романтические, и, хотя большинство исследователей называет их трагикомедиями, этот вариант широко используется. Эти пьесы, а также связанная с ними «Два знатных родича», отмечены знаком (*). В 1896 году Фредерик Боас ввёл термин «проблемные пьесы», описывая им пьесы Шекспира, которые сложно классифицировать по жанровому признаку: «Всё хорошо, что хорошо кончается», «Мера за меру», «Троил и Крессида» и «Гамлет». Этот термин много обсуждался и иногда использовался по отношению к другим пьесам, используется и в наше время, хотя «Гамлет» часто причисляется к просто трагедиям. Проблемные пьесы отмечены знаком (‡).
Если считается, что пьеса написана Шекспиром лишь частично, то она отмечена знаком (†). Работы, иногда приписываемые Шекспиру, классифицируются как апокрифы.

### Сочинения
| Комедии - Всё хорошо, что хорошо кончается ‡ - Как вам это понравится - Комедия ошибок - Бесплодные усилия любви - Мера за меру ‡ - Венецианский купец - Виндзорские насмешницы - Сон в летнюю ночь - Много шума из ничего - Перикл *† - Укрощение строптивой - Буря * - Двенадцатая ночь - Два веронца - Два знатных родича *† - Зимняя сказка * | Хроники - Король Иоанн - Ричард II - Генрих IV, часть 1 - Генрих IV, часть 2 - Генрих V - Генрих VI, часть 1 † - Генрих VI, часть 2 - Генрих VI, часть 3 - Ричард III - Генрих VIII † | Трагедии - Ромео и Джульетта - Кориолан - Тит Андроник † - Тимон Афинский † - Юлий Цезарь - Макбет † - Гамлет - Троил и Крессида ‡ - Король Лир - Отелло - Антоний и Клеопатра - Цимбелин * |

| Поэмы - Сонеты Уильяма Шекспира - Венера и Адонис - Обесчещенная Лукреция - Страстный пилигрим - Феникс и голубка - Жалоба влюблённой | Утраченные работы - Вознаграждённые усилия любви - История Карденио † | Апокрифы - Суд Париса - Арден из Фавершэма - Джордж Грин - Локрин - Эдуард III - Муцедор - Сэр Джон Олдкасл - Томас, лорд Кромвель - Весёлый чёрт из Эдмонтона - Лондонский распутник - Пуританка - Йоркширская трагедия - Прекрасная Эмма - Рождение Мерлина - Сэр Томас Мор - Вторая трагедия девушки - Страстный пилигрим |